# Bombardiere (cacciatorpediniere)
Il Bombardiere è stato un cacciatorpediniere della Regia Marina.

## Storia
Una volta operativo il Bombardiere fu destinato alle missioni di scorta sulle rotte del Mediterraneo orientale e poi su quelle per la Tunisia, svolgendo un servizio piuttosto breve. Per tutto il periodo in cui l'unità fu operativa – dal luglio 1942 all'affondamento – ne fu comandante il capitano di fregata Giuseppe Moschini.
Il 18 novembre 1942 scortò a Biserta, insieme al gemello Legionario ed alla moderna torpediniera Groppo, i trasporti truppe Puccini e Viminale: il convoglio giunse indenne a destinazione nonostante attacchi da parte di sommergibili inglesi al largo di Capo San Vito.
Tornando in Italia l'unità scortò da Biserta a Napoli le grandi e moderne motonavi Monginevro e Sestriere insieme ai gemelli Legionario e Velite, ma alle 15.04 del 21 novembre, circa 18 miglia a sudovest di Ischia, il Velite fu centrato ed immobilizzato da un siluro: il Bombardiere prese a rimorchio la nave danneggiata, trainandola a Napoli.
Il 17 gennaio 1943 salpò da Biserta per scortare a Palermo, insieme al Legionario, la motonave Mario Roselli. Alle 17.30, poco dopo il tramonto, quando ormai la Sicilia era già in vista, fu avvistata la scia di un siluro, lanciato dal sommergibile britannico United: il Bombardiere cercò di virare a dritta per evitare l'arma, ma fu centrato all'altezza della plancia: l'esplosione distrusse la plancia, gettandone in mare una parte, e fece scoppiare le caldaie, spezzando in due la nave. Il troncone di poppa affondò quasi subito, alle 17.25, in posizione 38°15' N e 11°43' E (24-26 miglia a nordovest di Marettimo), la prua s'inabissò qualche minuto dopo. Il comandante Moschini (nato a Sant'Elpidio a Mare, in provincia di Ascoli, il 17 giugno 1903) liberò il timoniere intrappolato nei rottami e lo gettò in acqua, prima di scomparire con la nave: alla sua memoria fu conferita la Medaglia d'oro al valor militare. Il Legionario, senza fermarsi, si limitò a gettare ai superstiti del cacciatorpediniere gli zatterini di salvataggio che aveva a bordo. Tra coloro che morirono prima dell'arrivo dei soccorsi vi fu il direttore di macchina, Capitano del Genio Navale Eugenio Amatruda, che, ferito gravemente, era salito su di uno zatterino dopo essersi prodigato per il salvataggio dei suoi uomini (ricevette la medaglia d'argento al valor militare alla memoria).
Altre unità inviate in soccorso da Palermo trassero in salvo 49 uomini del Bombardiere, in buona parte feriti od in stato di ipotermia. Scomparvero in mare il comandante Moschini, 7 ufficiali e 167 tra sottufficiali e marinai.

### Comandanti
Capitano di fregata Giuseppe Moschini (nato a Sant'Elpidio a Mare il 17 giugno 1903) (+) (16 aprile 1942 - 17 gennaio 1943)

### Comandante in seconda
Capitano di corvetta Giulio Contreas (nato a Formia il 25 novembre 1910) (15 luglio 1942 - 17 gennaio 1943)